# Артур Нога
Артур Нога (пољ. Artur Noga; Раћибож, 2. мај 1988) је пољски атлетичар специјалиста за трчање са препонама на 110 м препоне и 60 м препоне у дворани.

## Спортска биографија
Први значајнији резултат Нога је постигао 20. августа 2006, освајањем златне медаље на Светском јуниорском првенству у Пекингу у трци на 110 метара са препонама (висина препона 99 цм) резултатом 13,23 сек. којим је поставио национални јуниорски рекорд и рекорд светских јуниорских првенстава. У Хенгелу 2007. постао је јуниорски првак Европе са (13,36 сек).
У 2008. истрчао је лични рекорд 13,34 у полуфиналу Олимпијских игара у Пекингу. У финалу је био пети (13,36).
Најбоље време у трци на 110 метара препоне постигао је на Европском првенству за млађе сениоре 2009. и победио 13,47.
У Јуџину, 3. јула 2010, обара лични рекорд на 13,29, а на Европском првенству 2010. заузима 5. место у финалу са временом од 13,44. Две године касније осваја треће место и изједначује рекорд Пољске 13,27 на Европском првенству у Хелсинкију.

## Значајнији резултати
| Год.   | Такмичење                     | Место                        | Плас.  | Дисциплина              | Резултат    |
| Пољска | Пољска                        | Пољска                       | Пољска | Пољска                  | Пољска      |
| ------ | ----------------------------- | ---------------------------- | ------ | ----------------------- | ----------- |
| 2006   | Светско првенство за јуниоре  | Пекинг, Кина                 |        | 110 м препоне (99.0 цм) | 13,23 (EJR) |
| 2007   | Европско првенство за јуниоре | Хенгело, Холандија           |        | 110 м препоне (99.0 цм) | 13,36 (РСП) |
| 2008   | Олимпијске игре               | Пекинг, Кина                 | 5.     | 110 м препоне           | 13,36       |
| 2009   | Европско првенство У-23       | Каунас, Литванија            |        | 110 м препоне           | 13,47       |
| 2009   | Светско првенство             | Берлин, Немачка              | 9 (пф) | 110 м препоне           | 13,43       |
| 2010   | Европско првенство            | Барселона, Шпанија           | 5      | 110 м препоне           | 13,44       |
| 2012   | Светско првенство у дворани   | Истанбул, Турска             | 8      | 60 м препоне            | 7,74        |
| 2012   | Европско првенство            | Хелсинки, Финска             |        | 110 м препоне           | 13,27 (=НР) |
| 2012   | Олимпијске игре               | Лондон, Уједињено Краљевство | –      | 110 м препоне           | НЗ          |
| 2013   | Светско првенство             | Москва, Русија               | 7 (пф) | 110 м препоне           | 13,35       |

## Лични рекорди
| Дисциплина             | Резултат | Датум             | Место                 |
| ---------------------- | -------- | ----------------- | --------------------- |
| 60 м препоне (дворана) | 7,64     | 10. фебруар 2008. | Варшава               |
| 110 м препоне          | 13,26 НР | 26. август 2013.  | Варшава               |
| 100 м                  | 10,68    | 23. јун 2007.     | Бјелско-Бјала, Пољска |
| 200 м                  | 21,33    | 19. мај 2007.     | Бјелско-Бјала, Пољска |
| Скок удаљ              | 5,47     | 8. мај 2004.      | Ченстохова, Пољска    |
| Скок увис              | 2,00     | 27. мај 2004.     | Ченстохова, Пољска    |